# Leon Roppel
Leon Roppel (ur. 19 września 1912 w Wejherowie, zm. 12 maja 1978 w Gdyni) – polski poeta, publicysta, nauczyciel i działacz kaszubski, ps. „Piętów Tóna”, członek ZLP, popularyzator folkloru Kaszub.

## Życiorys
Leon Roppel urodził się w Wejherowie w rodzinie kaszubskiej, ale korzenie miał częściowo niemieckie (jego matka była z domu Schröder). Ukończył miejscową szkołę powszechną i Gimnazjum im. Króla Jana III Sobieskiego. Już wtedy aktywnie interesował się kulturą kaszubską. W 1933 r. zaczął studia na Uniwersytecie Jagiellońskim (germanistyka i filologia słowiańska) oraz nawiązał współpracę z pomorskimi gazetami. Dzięki znalezionemu przez siebie archiwalnemu przywilejowi otrzymywał stypendium burmistrza Wejherowa Teodora Bolduana dla zdolnych studentów. Pisywał felietony pt. „Piętów Tóna godo”. W latach późniejszych wiele publikował w „Gazecie Gdańskiej”, „Rodzinie Kaszubskiej” i wejherowskiej „Klëce”. Czasem posługiwał się pseudonimem Józef Larski.
Zbierał i inspirował się folklorem Kaszub, starał się też unikać konfliktów politycznych i godzić Kaszubów z Polakami. Uważał język kaszubski za dialekt, a Kaszubów za szczep polski. W twórczości kładł nacisk na zrozumiałość, stosował uproszczoną pisownię i naturalne słownictwo, nie eksperymentował. Reprezentował orientację polonofilską wśród działaczy kaszubskich. Krótko przed wojną napisał książkę „Na Jantôrowym Brzegu. Powiôstki kaszebskié. Dzél I”, wydaną w Wejherowie w 1939 roku i spaloną później przez hitlerowców na rynku tamże. Jeden z niewielu ocalałych egzemplarzy posiada Muzeum Piśmiennictwa i Muzyki Kaszubsko-Pomorskiej w Wejherowie.
W 1939 r. Leon Roppel zaczął też pracę jako nauczyciel niemieckiego w szkole na Kresach. Za wschodnią granicą spędził lata wojny – pracował jako księgowy. Wrócił do Sopotu i pracował w radiu Gdańsk. Publikował w prasie regionalnej, m.in. w „Zrzeszy Kaszëbskiej”. W 1945 zakończył studia germanistyczne na UJ oraz zawarł małżeństwo z Marią Makowską. Pracował również jako księgowy, przeprowadził się też do Gdyni Orłowa. Miał syna i córkę, którzy poświęcili się karierze uniwersyteckiej.
W końcu 1955 r. wspólnie z Janem Piepką napisał i opublikował w warszawskiej Ludowej Spółdzielni Wydawniczej pierwszą po wojnie książkę kaszubską – zbiór „Nasze stronë. Wybór wierszy i opowiadań kaszubskich”, wydany pod pseudonimami „Piętów Tóna – Staszków Jan”. Wstęp do książki napisał Lech Bądkowski, wydrukowano 3200 egz. Rok później Roppel wziął udział w założeniu Zrzeszenia Kaszubskiego i zasiadł w jego władzach – był członkiem komisji rewizyjnej, współzałożył też oddział w Gdyni, pisywał do dwutygodnika „Kaszëbë”. Na początku lat 60. bronił działaczy kaszubskich, A. Labudy, S. Bieszka i J. Rompskiego, oskarżanych o separatyzm.
W Zrzeszeniu pisarz poświęcił się pracy wydawniczej i w latach 1956-1958 przygotował utwory m.in. F. Sędzickiego, A. Majkowskiego i J. Karnowskiego. Ukazały się one nakładem Wydawnictwa Morskiego w serii „Biblioteczka Kaszubska”, którą Roppel redagował. Wydał też własny zbiór „Orzechë do ucechë abo pół tësąca kaszëbskich zagôdk” (Gdańsk 1956, 2 tys. egz.) oraz „Pieśni z Kaszub” w muzycznym opracowaniu Władysława Kirsteina i ze wstępem prof. Andrzeja Bukowskiego (Gdańsk 1958). Na początku tego zbioru umieścił najpopularniejszą swoją kompozycję „Z piesnią do Cebie jidzemë, Mateńko!” Książka ta miała 8 tys. nakładu.
L. Roppel wiele pracował też naukowo. Był członkiem m.in. Polskiego Towarzystwa Nautologicznego, Instytutu Bałtyckiego i Gdańskiego Towarzystwa Naukowego. Na łamach naukowych czasopism pisał o kulturze Kaszub, m.in. o wierzeniach. Już w 1955 r. napisał pracę „Przegląd historyczny prac nad polskim słownictwem morskim”. Zaś na początku lat 60. zaczął uczyć języka niemieckiego w Akademii Morskiej w Gdyni i Wyższej Szkole Pedagogicznej w Sopocie, późniejszym Uniwersytecie Gdańskim. Tam pracował do emerytury (1977). Ale wracał często do Wejherowa, m.in. w 1968 r. był jurorem na II Ogólnopolskim Festiwalu Pieśni o Morzu w Wejherowie właśnie. Zainspirował nazwę głównej nagrody tego festiwalu – statuetki „Złocistego Żagla”.
Przez całe życie Leon Roppel tworzył kaszubskie wiersze i opowieści, publikował zbiory folkloru i antologie, upowszechniał też literaturę Kaszub za granicą. Opracował m.in. zbiory „Ma jesma od morza. Poezja i proza kaszubska o morzu” (Gdańsk 1963, 700 egz.), „Z księgi mądrości morzan. 13 centurii przysłów i powiedzonek kaszubskich o morzu” (Gdańsk 1965, brak danych o nakładzie) i „Wybór współczesnej poezji kaszubskiej” (Gdańsk 1967). Napisał m.in. krótkie dramaty „We żniwa” i „Żeglarz „Złocistego Słońca”. Odejście Jana z Kolna” (1949), który stał się też librettem opery Jana Michała Wieczorka, pracę „Gdzie leżało Truso” (1970) i dwie krótkie biografie: „Florian Ceynowa. Twórca regionalizmu kaszubskiego” (Gdańsk 1967, 1500 egz.) i „Zwycięstwo pieśni. O Lubomirze Szopińskim”, pomorskim dyrygencie i kompozytorze (Gdańsk 1970, 1000 egz.). W pracowitym dla niego roku 1970 otrzymał Medal Stolema.
W latach 70. Leon Roppel prowadził swą wielostronną działalność naukową i publicystyczną. M.in. był członkiem komisji do spraw pisowni kaszubskiej i za pracę w niej otrzymał w 1974 r. nagrodę Zrzeszenia Kaszubsko-Pomorskiego. W 1976 r. wznowiono „Zwycięstwo pieśni”, również w nakładzie 1000 egz. Później L. Roppel wydał popularny zbiór „Dykteryjki i historyjki z Kaszub” (Gdynia 1977, 10 tys. egz.). Nie zdążył ukończyć wszystkich swoich zamierzeń. Chorował na serce i zmarł w pełni sił twórczych 12 maja 1978 r. w swoim domu w Gdyni Orłowie. Na tamtejszym cmentarzu został też pochowany, a szkic pośmiertny o pisarzu opublikował L. Malicki. Część archiwum L. Roppla przechowuje Biblioteka PAN w Gdańsku.

## Pokłosie
W 10-lecie śmierci w kruchcie gdyńskiego kościoła NSPJ odsłonięto tablicę: „Pamięci Leona Roppla / 1912-1978 / pisarza i działacza kaszubskiego. / Obywatele Gdyni.” W 1988 r. wydano zbiór wszystkich jego wierszy pt. „Z piesnią do Cebie jidzema Mateńko”. Ich pisownię ujednolicił J. Treder, a cały tomik zredagowała i opatrzyła posłowiem I. Trojanowska. Książka ta, wydana w nakładzie 1000 egz., nie zdołała jednak zapewnić Ropplowi znaczącego miejsca w pamięci potomnych i dziś jest on zdecydowanie w cieniu innych twórców literatury kaszubskiej. Jego publikacje, wydane najczęściej w nieatrakcyjnej szacie graficznej i trudno czytelne, pokrywa kurz w nielicznych bibliotekach, które je posiadają. Wyjątkami są tylko śpiewnik i zbiór dykteryjek. Również poglądy Roppla, w tym jego polonofilia, nie są obecnie szerzej podzielane przez działaczy kaszubskich. Zastrzeżenia budzą też pewne cechy charakteru i fragmenty życiorysu twórcy, który poza tym nie zostawił bliższych kontynuatorów swego dzieła. Prócz krótkich haseł w słownikach i bedekerach oraz artykułów nie mamy również żadnej biografii pisarza.
12 czerwca 1992 r., w dzień inauguracji II Kongresu Kaszubskiego, imię pisarza otrzymała Gminna Biblioteka Publiczna w Luzinie, o którym L. Roppel pisał kilkakrotnie, m.in. w opowiadaniu „Ancëkrëst w Lëzënie”, zbierał też wspomnienia mieszkańców i napisał szkic historii tej wsi. Tam również od kilku lat „istnieje” (jedyna w kraju) niewielka i niezagospodarowana jeszcze, a nawet sporna pod względem prawnym i nieoznaczona w terenie ulica Roppla – prawdziwa ulica-widmo. Zaś na tablicy umieszczonej na budynku biblioteki, a wykonanej przez Wawrzyńca Sampa, widnieje twarz jej patrona i napis: „Leon Roppel / 1912-1978 / Poeta, redaktor, edytor”. Poniżej znajduje się wiersz (w typowej dla Roppla pisowni), który od ponad 15 już lat przyświeca pracy kulturalno-oświatowej tej zasłużonej placówki: „Może nie dozdrzą tego moje oczë, co mie sę mekci wiedno w mojij głowie, że zdżinąc muszy człowiek – wół roboczy, bë sę nareszce mógł narodzëc człowiek!” („Wietrznici nie wzeszłë...” L. Roppel). Równocześnie w lokalnym piśmie luzińskim „Kukówka” szkic o pisarzu pt. „Dlaczego Leon Roppel?” zamieścił działacz kaszubski i nauczyciel Feliks Sikora. Pismo zamieściło krótki życiorys pisarza, jego wersję historii wsi, szeroko relacjonowało również samą uroczystość. A w maju 2008 r. trzydziestą rocznicę śmierci L. Roppla uczczono w Bibliotece Publicznej Gminy Wejherowo im. A. Labudy w Bolszewie, przy udziale delegacji biblioteki z Luzina. Biblioteka luzińska zorganizowała zaś u siebie latem 2008 r. ekspozycję fotografii i dokumentów pod hasłem „30 rocznica śmierci Leona Roppla”. W grudniu 2008 r. w Muzeum Piśmiennictwa i Muzyki Kaszubsko-Pomorskiej w Wejherowie odbyła się sesja naukowa poświęcona L. Ropplowi i tygodnikowi „Klëka”. Z referatami wystąpili na niej Ewa Kminikowska, Józef Borzyszkowski, Jerzy Treder i Justyna Pomierska. Publikacja materiałów z tej konferencji nastąpiła na przełomie lutego i marca 2009 w zbiorze Leon Roppel i wejherowska „Klëka”, wydanym przez Muzeum Piśmiennictwa i Muzyki Kaszubsko-Pomorskiej w Wejherowie.